# Kravaře ve Slezsku (nádraží)
Kravaře ve Slezsku jsou železniční stanice v severní části města Kravaře v okrese Opava. Leží v km  21,483 neelektrizované jednokolejné trati Opava východ – Hlučín mezi stanicí Opava východ a dopravnou Dolní Benešov, odbočuje zde trať do Chuchelné. Ze stanice rovněž odbočuje 9 km dlouhá vlečka do sádrovcových dolů firmy Gypstrend Kobeřice.

## Historie
Stanice s tehdejším názvem Deutsch Krawarn byla otevřena 20. října 1895 na trati společnosti Císařsko-královské státní dráhy (kkStB) spojující Opavu s pruským městem Ratiboř, v roce 1945 byla trať přes hranice zrušena. V době svého vzniku měla stanice dvě dopravní koleje, skladiště s příslušnou manipulační kolejí byly dostavěny dodatečně.

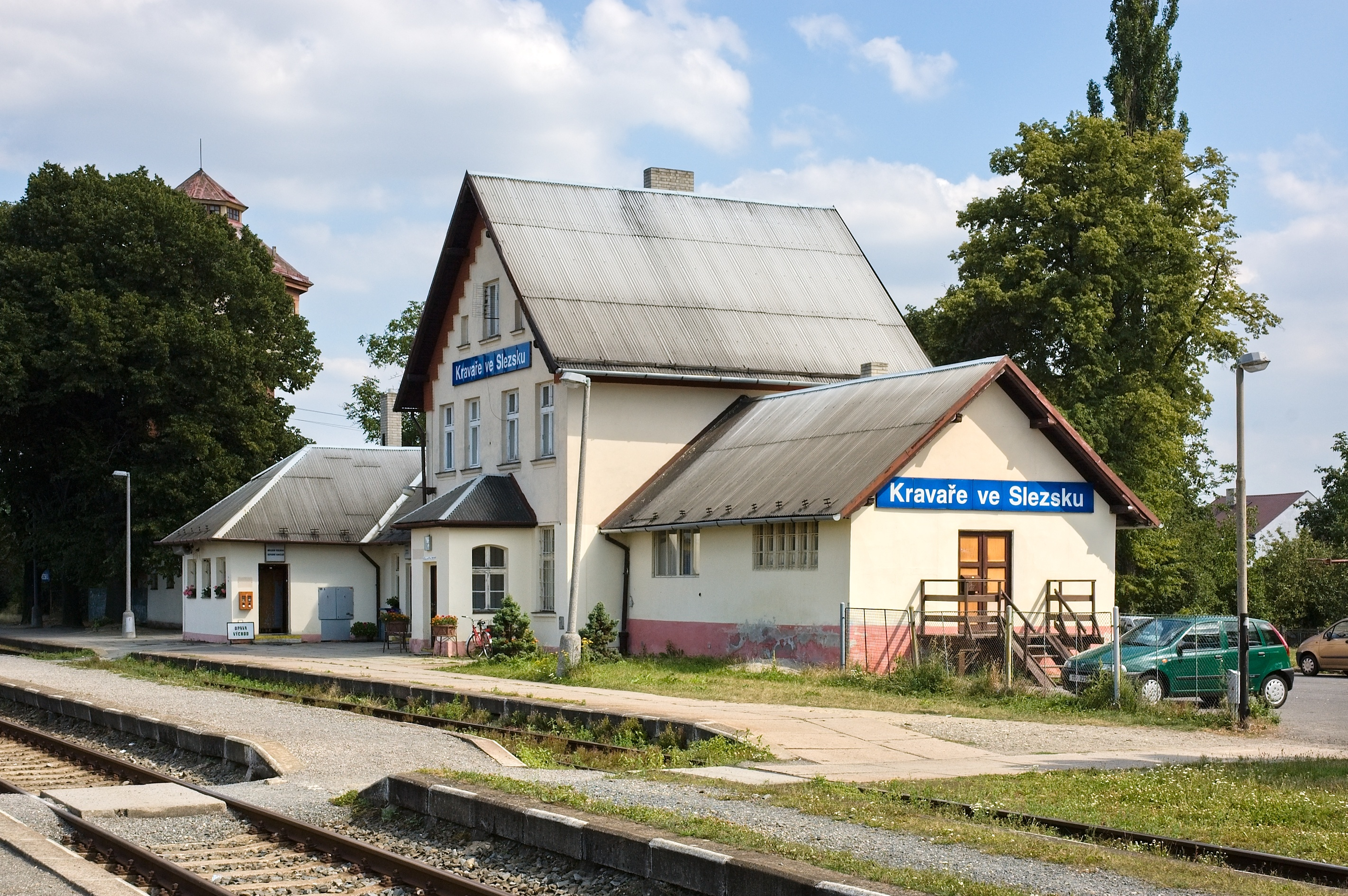
Nádražní budova ještě se skladištěm (rok 2007)

Dne 28. října 1913 otevřela společnost Královská pruská železniční správa (KPEV) trať vedoucí do Hlučína. V roce 1920 pak správu přebraly Československé státní dráhy. V souvislosti s napojením této tratě došlo i k rozšíření kolejiště stanice na čtyři dopravní koleje. Postaven byl také věžový vodojem a dva vodní jeřáby. Výhybky a návěstidla bylo od té doby ovládána z věžového stavědle, které bylo postaveno na severní starně kolejiště naproti výpravní budově.
Po roce 1918 se název stanice změnil na Kravaře na Hlučínsku. Od 15. září 1923 byla v Kravařích ukončena dopravní služba, signalista na stavědle v Kravařích obsluhoval výhybky dle pokynů dopravního úřadu ve stanici Opava západ. 15. května 1928 byla dopravní služba v Kravařích opět zavedena s tím, že z Kravař byl dirigován provoz na tratích do Chuchelné a Hlučína.
V letech 1938 až 1945 bylo znovu zavedeno původní německé pojmenování Deutsch Krawarn. Od roku 1945 se používá označení Kravaře ve Slezsku.

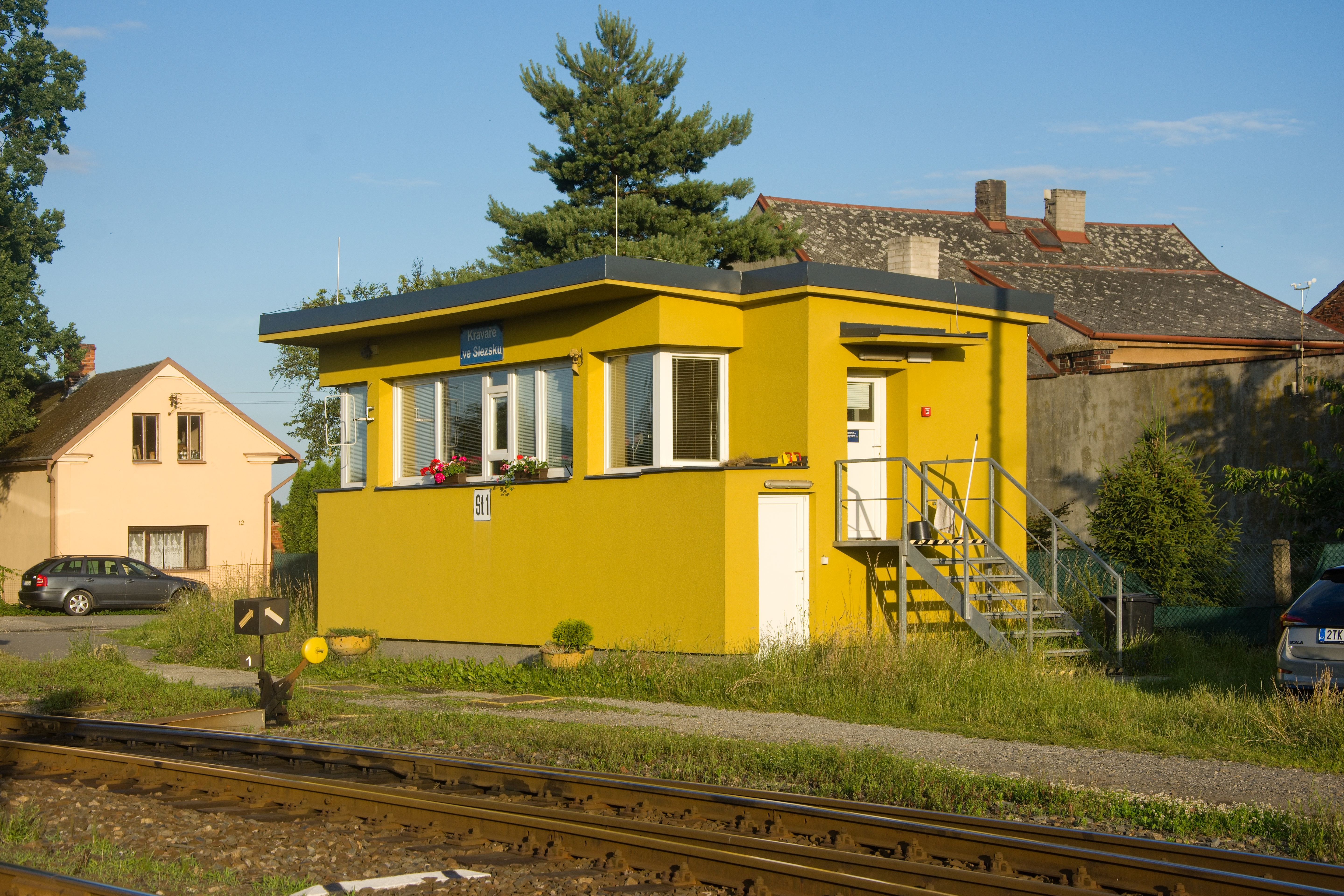
Stavědlo 1 na dolnobenešovském zhlaví je v provozu od roku 1962

Pro nově otevřený sádrovcový důl v Kobeřicích byla z Kravař postavena nová vlečka, která byla dána do provozu v říjnu 1962. Výstavba vlečky si vyžádala také rozšíření kolejiště stanice a výstavbu nového zabezpečovacího zařízení se dvěma stavědly na zhlavích stanice, původní stavědlo z roku 1913 tak bylo zrušeno. K dalšímu rozšíření kolejiště stanice pro potřeby dolu došlo v roce 1977. Avšak v 21. století je pohyb na vlečce minimální.
Po zrušení dopravní služby ve stanicích Hlučín a Dolní Benešov k 5. prosinci 2000 se Kravaře ve Slezsku staly dirigující stanicí pro trať Kravaře ve Slezsku – Hlučín.
V roce 2023 proběhla přestavba nádražní budovy, která zahrnovala mj. ubourání skladiště, opravu a změnu dispozic vnitřních prostor. Z vnějšku pak budova dostala historizující vzhled.

## Popis

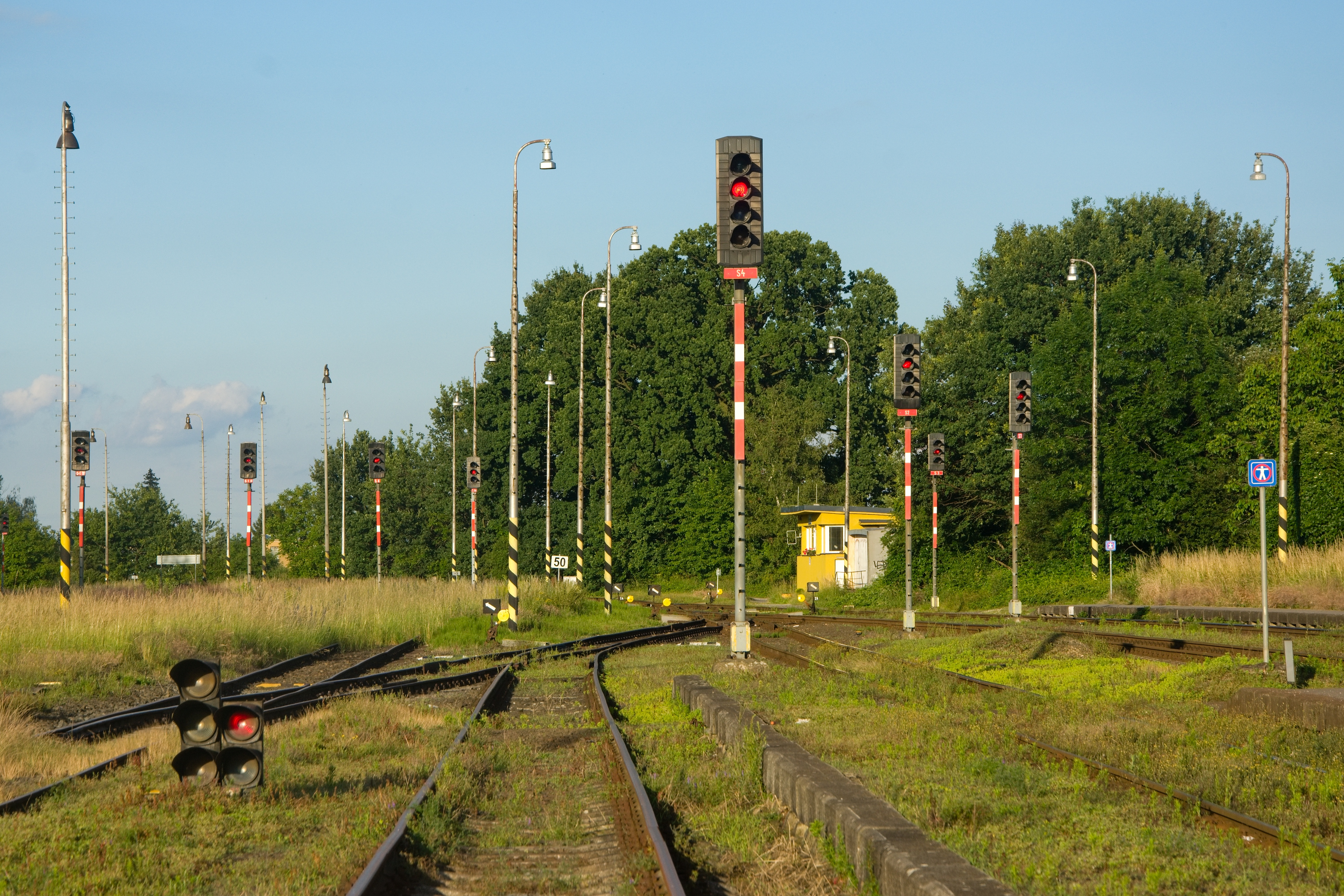
Dolnobenešovské zhlaví, trpasličí a čtyři stožárová návěstidla vpravo jsou odjezdová návěstidla ze staničních kolejí, ostatní návěstidla jsou na vlečkových kolejích

Stanice je vybavena staničním zabezpečovacím zařízením 2. kategorie – elektromechanické zabezpečovací zařízení. Provoz ve stanici řídí místně výpravčí z dopravní kanceláře ve výpravní budově, na zhlavích jsou závislá stavědla (St 1 na dolnobenešovském zhlaví a St 2 na opavském zhlaví), která jsou obsazena signalisty.
Většina výhybek je přestavovaná ústředně ze stavědel (pomocí elektromotorických přestavníků nebo drátovody), všechna hlavní návěstidla jsou světelná obsluhovaná signalisty. Stanice má celkem čtyři vjezdová návěstidla: S od Opavy východ v km 22,207, na opačné straně stanice pak BL od Dolního Benešova v km 20,983 (= 0,500 staničení na Hlučín), CHL od Chuchelné v km 21,119 a KL z vlečky v km 20,912 (= 0,800 staničení vlečky). V případě návěstidla KL je povolující návěst pro jízdu vlaku souhlasem k posunu.
Ve stanici je pět staničních dopravních kolejí (od budovy číslovány 3, 1, 2, 4 a 6) a pět dopravních kolejí vlečky (8, 10, 12, 14 a 16). Mezi budovou a opavských zhlavím se nachází oboustranně zapojená manipulační kolej č. 5.

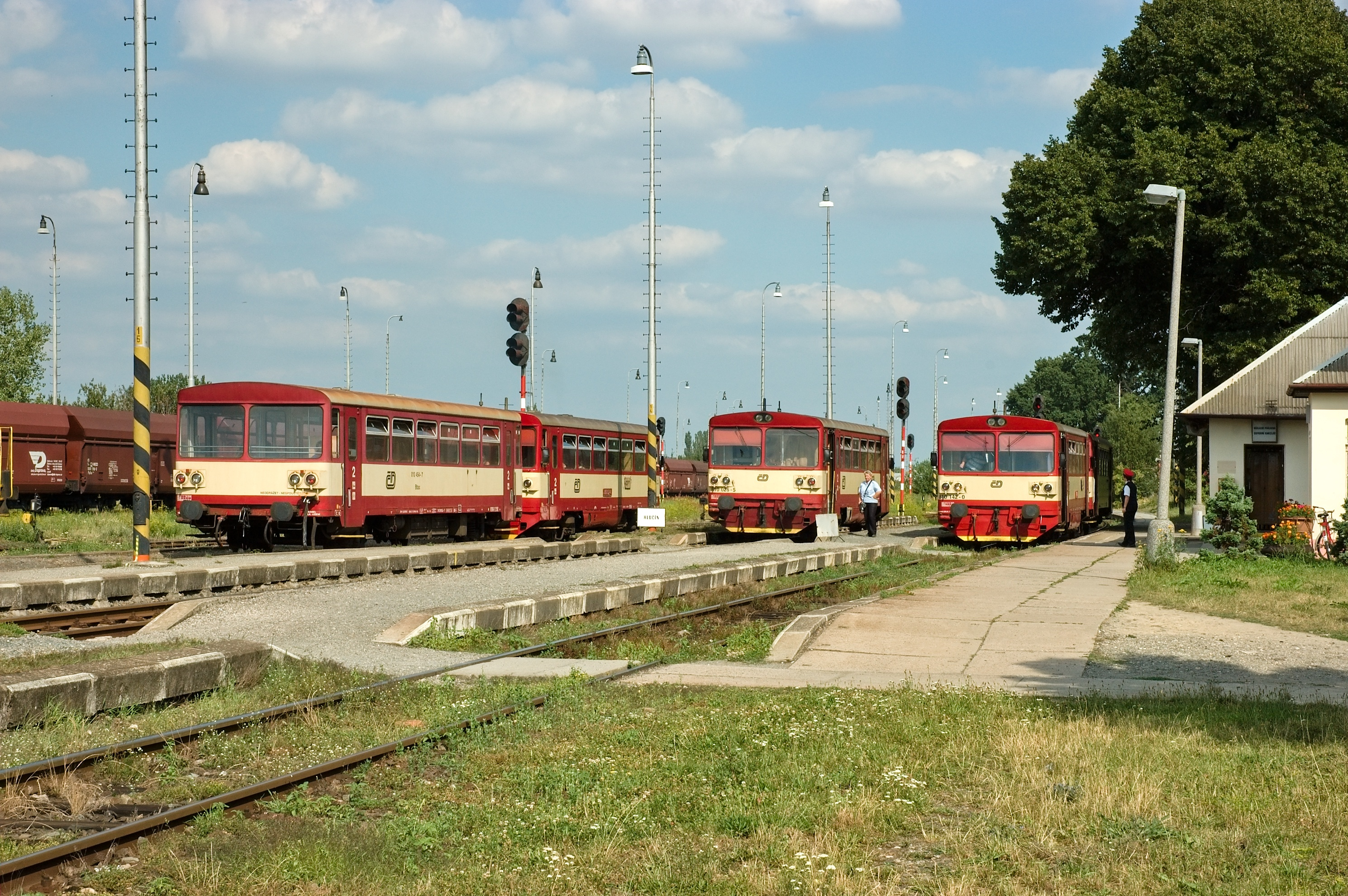
Setkání tří osobních vlaků na kolejích (zleva) č. 2, 1 a 3

Ve stanici jsou celkem čtyři nástupiště: vnější jednostranné o délce 137 m u koleje č. 3, vnitřní oboustranná o délkách 155 m mezi kolejemi č. 1 a 3 a mezi kolejemi 2 a 1, dále pak vnitřní jednostranné nástupiště o délce 170 m u koleje č. 4. Nástupní hrany prvních tří zmiňovaných nástupišť jsou ve výšce 300 mm nad temenem kolejnice, nástupiště u koleje č. 4 pak má hranu ve výšce 250 mm. S výjimkou vnějšího nástupiště je přístup úrovňový přes koleje.
V úseku Kravaře ve Slezsku – Opava východ jsou jízdy vlaků zabezpečeny pomocí telefonického dorozumívání. V úseku mezi stanicí Kravaře ve Slezsku a dopravnou D3 Dolní Benešov se jízdy vlaku zabezpečují dirigováním dle předpisu D3. Mezi Kravařemi ve Slezsku a nákladištěm a zastávkou Chuchelná není zřízeno traťové zabezpečovací zařízení, jízda vlaků je organizována do km a zpět.
Na opavském záhlaví stanice se v km 22,075 nachází přejezd P7864 (ulice Lelkova), na opavském zhlaví v km 21,921 přejezd P7863 (ulice Novodvorská). Oba přejezdy jsou vybaveny světelným přejezdovým zabezpečovacím zařízením bez závor.